# Agritubel 2006
Questa voce raccoglie le informazioni riguardanti l'Agritubel nelle competizioni ufficiali della stagione 2006.

## Stagione
La squadra ciclistica francese partecipò alle gare dell'circuiti continentali UCI e ad alcuni degli eventi del UCI ProTour 2006 grazie alle wild-card.

## Organico

### Staff tecnico
TM=Team Manager; DS=Direttore Sportivo.
|  | Naz.               | Ruolo | Sportivo        |  |  |  |
|  | ------------------ | ----- | --------------- |  |  |  |
|  | Francia (bandiera) | GM    | David Fornès    |  |  |  |
|  | Francia (bandiera) | DS    | Denis Leproux   |  |  |  |
|  | Francia (bandiera) | DS    | Emmanuel Hubert |  |  |  |

### Rosa
|  | Naz.                   |  | Sportivo                       | Anno |  |  |
|  | ---------------------- |  | ------------------------------ | ---- |  |  |
|  | Francia (bandiera)     |  | Christophe Agnolutto           | 1969 |  |  |
|  | Lituania (bandiera)    |  | Linas Balčiūnas                | 1978 |  |  |
|  | Lituania (bandiera)    |  | Aivaras Baranauskas            | 1980 |  |  |
|  | Francia (bandiera)     |  | Émilien-Benoît Bergès          | 1983 |  |  |
|  | Francia (bandiera)     |  | Mickaël Buffaz                 | 1979 |  |  |
|  | Spagna (bandiera)      |  | Manuel Calvente                | 1976 |  |  |
|  | Francia (bandiera)     |  | Gilles Canouet                 | 1976 |  |  |
|  | Francia (bandiera)     |  | Cédric Coutouly                | 1980 |  |  |
|  | Francia (bandiera)     |  | Nicolas Crosbie                | 1980 |  |  |
|  | Paesi Bassi (bandiera) |  | Hans Dekkers                   | 1981 |  |  |
|  | Spagna (bandiera)      |  | Moisés Dueñas                  | 1981 |  |  |
|  | Francia (bandiera)     |  | Jérémie Galland                | 1983 |  |  |
|  | Spagna (bandiera)      |  | Eduardo Gonzalo                | 1983 |  |  |
|  | Australia (bandiera)   |  | Benjamin Johnson               | 1983 |  |  |
|  | Francia (bandiera)     |  | Mickaël Larpe                  | 1985 |  |  |
|  | Francia (bandiera)     |  | Christophe Laurent             | 1977 |  |  |
|  | Spagna (bandiera)      |  | José Alberto Martínez Trinidad | 1975 |  |  |
|  | Spagna (bandiera)      |  | Juan Miguel Mercado            | 1978 |  |  |
|  | Francia (bandiera)     |  | Lénaïc Olivier                 | 1977 |  |  |
|  | Francia (bandiera)     |  | Cédric Pineau                  | 1985 |  |  |
|  | Francia (bandiera)     |  | Samuel Plouhinec               | 1976 |  |  |
|  | Francia (bandiera)     |  | Freddy Ravaleu                 | 1977 |  |  |
|  | Francia (bandiera)     |  | Denis Robin                    | 1979 |  |  |
|  | Lituania (bandiera)    |  | Saulius Ruškys                 | 1974 |  |  |
|  | Francia (bandiera)     |  | Benoît Salmon                  | 1984 |  |  |
|  | Francia (bandiera)     |  | Benoît Sinner                  | 1984 |  |  |

## Palmarès

### Corse a tappe
- Tour de l'Avenir

3ª tappa (Moisés Dueñas)
6ª tappa (Moisés Dueñas)
Classifica generale (Moisés Dueñas)
- Boucle de la Mayenne

1ª tappa (Benoît Sinner)
- Bayern Rundfahrt

Classifica generale (José Alberto Martínez Trinidad)
- Circuit de Lorraine

3ª tappa (Eduardo Gonzalo Ramírez)
- Tour de France

10ª tappa (Juan Miguel Mercado)
- Critérium Internacional

3ª tappa (José Alberto Martínez Trinidad)
- Rhône-Alpes Isère Tour

3ª tappa (Eduardo Gonzalo Ramirez)

## Classifiche UCI

### UCI Europe Tour
Individuale
Piazzamenti dei corridori dell'Agritubel nella classifica dell'UCI Europe Tour 2006.
| Pos. | Ciclista                       | Punti |
| ---- | ------------------------------ | ----- |
| 46   | José Alberto Martínez Trinidad | 204   |
| 90   | Cédric Coutouly                | 157   |

Squadra
L'Agritubel chiuse in quattordicesima posizione con 993 punti.